# سنگرود
سنگرود، روستایی از توابع بخش عمارلو شهرستان رودبار در استان گیلان ایران است.از جاذبه های گردشگری این روستا میتوان به چشمه آبگرم سنگرود اشاره کرد.

## جمعیت
این روستا در دهستان جیرنده قرار دارد و براساس سرشماری مرکز آمار ایران در سال ۱۳۸۵، جمعیت آن ۲۹۸ نفر (۷۷خانوار) بوده‌است.